# Sentinel-5

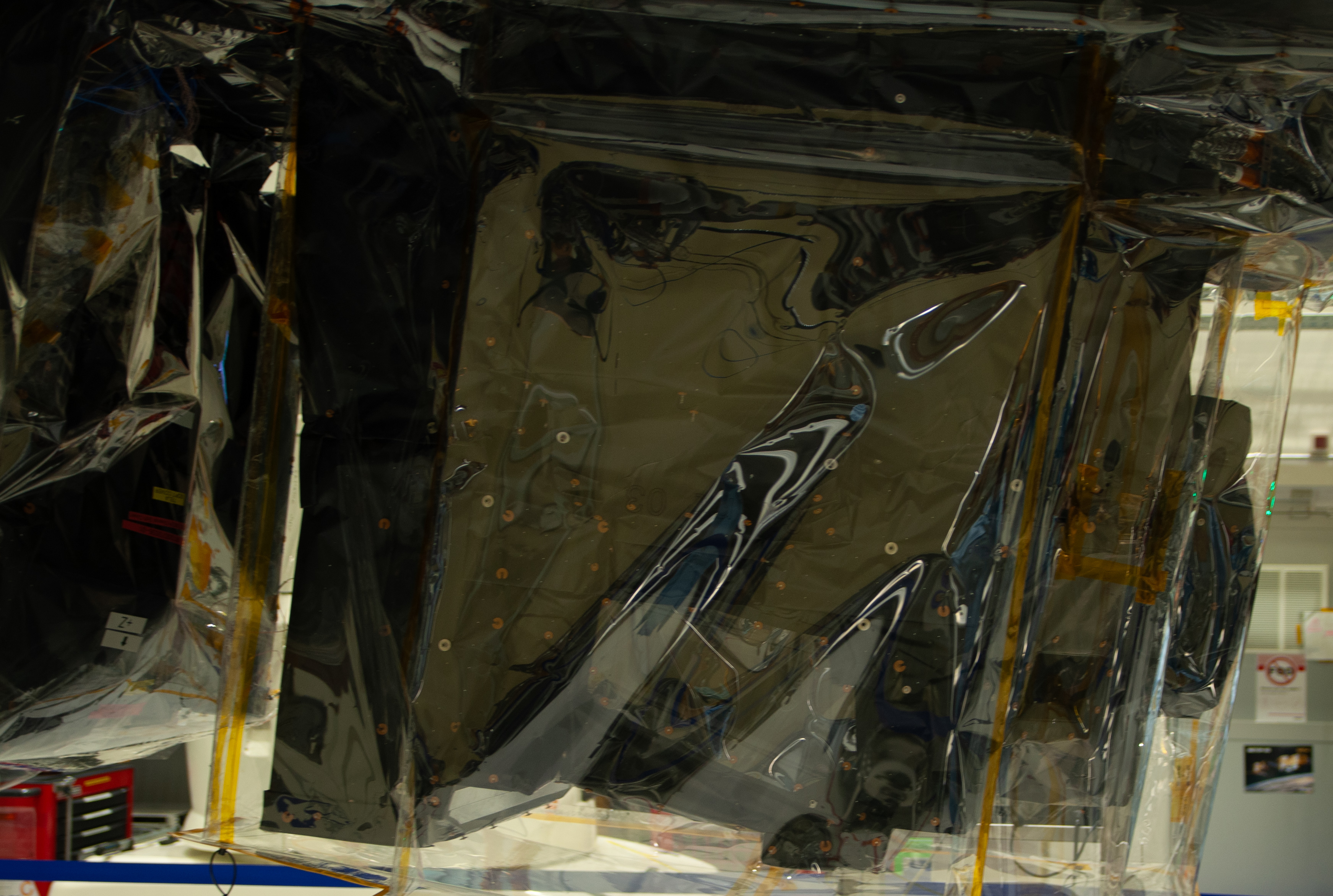
Instrument Sentinel-5 à bord du satellite Metop-SG A1

Sentinel-5 est un instrument spatial qui doit mesurer les concentrations de gaz à l'état de trace et des aérosols présents dans l'atmosphère terrestre. Il constitue un des composants du segment spatial du programme Copernicus développé conjointement par la Communauté européenne et l'Agence spatiale européenne. Il sera embarqué à bord des satellites météorologiques MetOp-SG de type A circulant en orbite héliosynchrone dont le premier exemplaire doit être placé en orbite le 12 août 2025. 

## Caractéristiques techniques
L'instrument Sentinel-5/UVNS est un spectromètre imageur pushbroom (en) à haute résolution fonctionnant dans sept bandes spectrales différentes : ultraviolet - UV-1 (270-300 nm) et  UV-2 (300-370 nm) - , visible (370-500 nm), proche infrarouge - NIR-1 (685-710 nm), NIR-2 (755-773 nm), SWIR-1 (1590-1675 nm) et SWIR-3 (2305-2385 nm). L'instrument dont la fauchée est de 2 670 km balaye la surface entière de la planète en une journée. Sa résolution spatiale est de 7,5 kilomètres. La résolution spectrale est comprise entre 0,25 et 1 nm selon la longueur d'onde. L'instrument a une masse de 292 kilogrammes et consomme environ 270 watts. Les données produites représentent un volume maximal de 25 mégabits par seconde et un volume total par orbite de 77,7 gigabits. La durée de vie est de 7 ans. L'instrument est développé par la filiale allemande d'Airbus Defence & Space.